# Euonymus dielsianus
Euonymus dielsianus är en benvedsväxtart som beskrevs av Ludwig Eduard Theodor Loesener och Friedrich Ludwig Diels. Euonymus dielsianus ingår i släktet Euonymus och familjen Celastraceae. Inga underarter finns listade.